# Journal pour tous (1855)
Pour les articles homonymes, voir Journal (homonymie).
Le Journal pour tous : magasin hebdomadaire illustré est une publication périodique française fondée à Paris et publiée toutes les semaines, entre 1855 et 1878.

## Histoire
Dirigé par Jules Simon, qui y écrivait lui-même des nouvelles, sous le pseudonyme de « Pierre Guérin », le premier numéro du Journal pour tous, sous-titré magasin hebdomadaire illustré, sort, le samedi 7 avril 1855, au prix de 10 centimes pour 16 pages. Le siège des bureaux parisiens de la rédaction est situé au 9 rue de Vaugirard, qui est l'adresse de l'imprimeur Charles Lahure. Le terme « magasin », est synonyme du mot magazine, encore peu usité à cette époque.
Le cahier s'ouvre sur une illustration en demi-page, et propose à ses lecteurs en moyenne quatre à cinq autres images du même calibre dans les pages suivantes, toutes issues de la gravure sur bois. Dessins et gravures sont signés entre autres par Émile Bayard père, Bertall, Horace Castelli, Daumier, Gustave Doré, Gill, Alfred Grévin, Gustave Janet, Auguste Lançon, Édouard Riou, Albert Robida, Auguste Trichon.
Dans les premiers numéros, on distingue les signatures de Léon Gozlan qui y publie son roman La Couronne de paille en feuilletons. D'autres plumes apparaissent au fil des années comme entre autres celles de Paul Féval, Adrien Robert, Jules Janin, Xavier de Montépin, Hector Malot, Constant Guéroult... 
Entre le 4 juin et le 10 septembre 1859, sort un premier supplément intitulé La Guerre d'Italie, récit hebdomadaire illustré (26 numéros). 

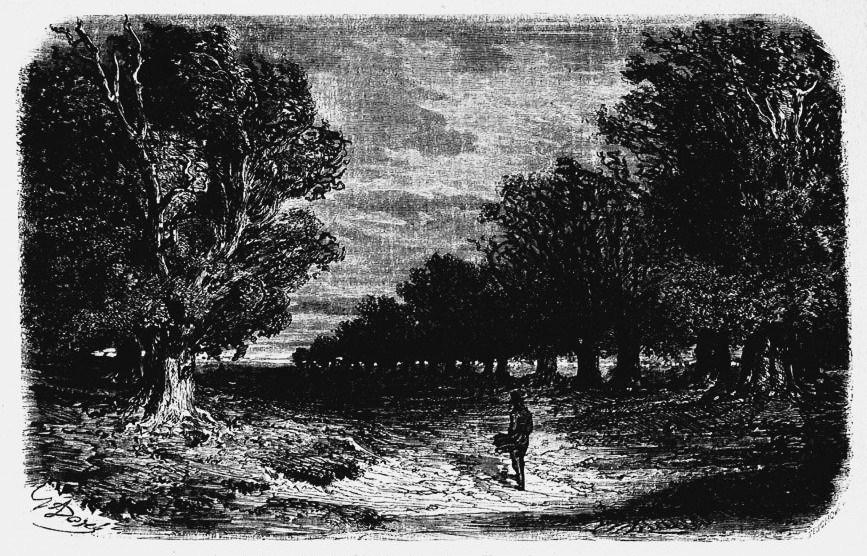
Illustration de Gustave Doré (20 octobre 1855, bois gravé).

Entre septembre 1859 et mars 1860, est publié un deuxième supplément, les Nouvelles du jour, un recueil de courts textes illustrés (27 numéros).
En 1864, est lancé un dernier supplément, L'Annuaire du Journal pour tous, publié par Hachette, qui reprend à son compte la diffusion du périodique. En octobre suivant, Eugénie Niboyet lance Le Journal pour toutes, organe des intérêts féminins et de la Société mutuelle de protection fondée en faveur des femmes, qui semble n'avoir aucun lien avec le présent périodique.
En 1867, la pagination passe à 8 pages contenant huit gravures, pour le même prix, le sous-titre devenant magasin littéraire illustré, toujours sous la direction de Charles Lahure. La publication est suspendue après le 27 août 1870 et reprend le 23 décembre 1871.
Le Journal pour tous disparaît le 8 juin 1878 et annonce à ses lecteurs le rachat par le Journal de la semaine.
Un nouveau périodique reprend le titre, le Journal pour tous ; fondé en novembre 1891, il n'a aucun rapport et devient un supplément du Journal.

## Analyse
Le Journal pour tous, reste le premier grand magazine à succès français, avec un tirage dépassant les 100 000 exemplaires, profitant du réseau de kiosques dépositaires de publications, développé par Louis Hachette dans les gares ferroviaires,.